# Katharine Viner
Pour les articles homonymes, voir Viner.
Katharine Viner, née le 4 janvier 1971, est une journaliste et dramaturge britannique. Entrée au Guardian en 1997, elle en est la rédactrice en chef depuis 2015.

## Biographie

### Jeunesse et formation
Katharine Viner grandit dans le Yorkshire du Nord. Fille d'un couple d'enseignants, elle est scolarisée à la Ripon Grammar School, puis fait des études d'anglais au Pembroke College de l'université d'Oxford,. En 1992, elle remporte un concours lui permettant de participer durant deux semaines à l'élaboration de la rubrique féminine du quotidien londonien The Guardian. L'expérience la convainc de se consacrer au journalisme.

### The Guardian
Viner est recrutée par l'édition britannique du magazine féminin Cosmopolitan. Durant trois ans, elle parcourt le monde afin de rédiger des articles de fond (features) pour The Sunday Times. Elle rejoint le Guardian en 1997. Viner écrit dans la rubrique féminine du journal avant de diriger le supplément du week-end dès l'année suivante. Elle est ensuite nommée features editor. De 2008 à 2012, elle est l'adjointe du rédacteur en chef du journal, Alan Rusbridger, en poste depuis 1995.
En 2013, Viner s'établit en Australie pour superviser le lancement de la nouvelle édition numérique du Guardian. L'année suivante, elle se rend aux États-Unis pour diriger l'édition en ligne du journal britannique à destination du lectorat américain. En 2015, lorsque le quotidien doit trouver un successeur à Alan Rusbridger, un vote consultatif est organisé au sein de la rédaction. Viner l'emporte avec 53 % des voix. Elle est nommée rédactrice en chef du Guardian par Scott Trust Limited (en). Première femme à diriger le journal fondé en 1821, elle doit prendre ses fonctions au cours de l'été,.
Le 12 juillet 2016, Viner énonce une théorie qui sera longuement commentée par la suite : « À l’heure du numérique, il n’a jamais été aussi facile de publier des informations mensongères qui sont immédiatement reprises et passent pour des vérités. (...) Au lieu de renforcer les liens sociaux, d’informer ou de cultiver l’idée qu’informer est un devoir civique et une nécessité démocratique, ce système crée des communautés clivées qui diffusent en un clic des mensonges les confortant dans leurs opinions et creusant le fossé avec ceux qui ne les partagent pas ». Cette théorie participe de l'évolution du concept de « post-vérité ».

### Autres activités
Avec l'acteur Alan Rickman, Katharine Viner écrit la pièce My Name Is Rachel Corrie (en), adaptée du journal de l'activiste Rachel Corrie. Elle est montée à Londres en 2005, puis jouée aux États-Unis,.